# Gimnastyka artystyczna na Letniej Uniwersjadzie 2019
Zawody gimnastyki artystycznej na Letniej Uniwersjadzie w Neapolu 2019 rozgrywane były w dniach 11-13 lipca 2019 w kompleksie PalaVesuvio.

## Konkurencje indywidualne
| Konkurencja            | Złoto                 | Srebro           | Brąz                  |
| ---------------------- | --------------------- | ---------------- | --------------------- |
| Wielobój indywidualny  | Jekaterina Selezniowa | Zohra Aghamirowa | Laura Zeng            |
| Hula hop indywidualnie | Jekaterina Selezniowa | Julia Ewczik     | Jewa Mieleszczuk      |
| Piłka indywidualnie    | Jekaterina Selezniowa | Julia Ewczik     | Wiktoria Bogdanowa    |
| Maczugi indywidualnie  | Jewa Mieleszczuk      | Zohra Aghamirowa | Jekaterina Selezniowa |
| Wstążka indywidualnie  | Jekaterina Selezniowa | Alessia Russo    | Jewa Mieleszczuk      |

## Konkurencje grupowe
| Konkurencja                                           | Złoto | Srebro  | Brąz    |
| ----------------------------------------------------- | ----- | ------- | ------- |
| Wielobój grupowy                                      | Rosja | Ukraina | Japonia |
| Zawody grupowe z pięcioma piłkami                     | Rosja | Ukraina | Japonia |
| Zawody grupowe z trzema hula hop i czterema maczugami | Rosja | Ukraina | Japonia |